# Simone Grotzkyj

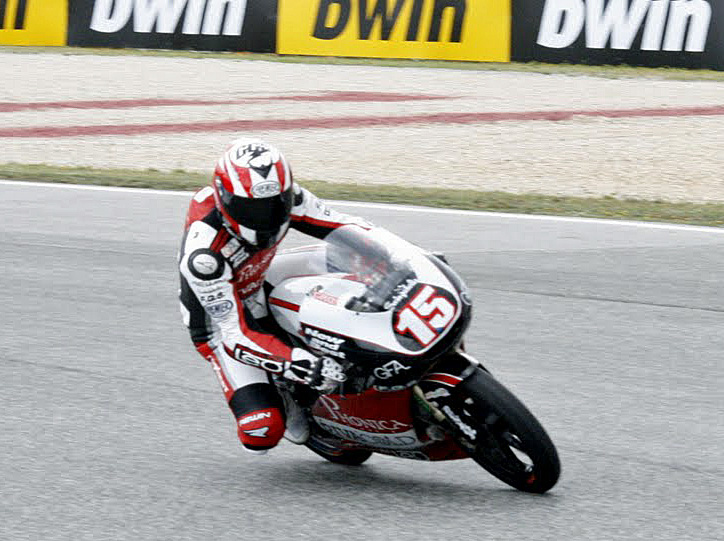
Simone Grotzkyj framför sin Aprilia 125cc på Estorilbanan 2011.

Simone Grotzkyj, född den 28 september 1988 i Pesaro i Italien, är en motorcykelförare inom roadracing. Han tävlade från 2006 till 2012 i världsmästerskapen i Grand Prix Roadracing i klasserna 125GP, 250GP och Moto3.

## Roadracingkarriär
Grotzkyj gjorde VM-debut i 125-klassen 2006 och tog sina första poäng 2007, dock utan större framgångar. 2008 hade han ingen styrning tills Manuel Poggiali avslutade sin karriär och Grotzkyj fick hoppa in i 250GP för Campatella Racing. Nästa tillfälle i VM-sammanhang kom 2010 då han fick hoppa in i 125GP för Fontana Racing på en Aprilia från fjärde omgången. Han kom på 19:e plats i VM. 2011 fortsatte Grotzkyj i 125GP på Aprilia, men för teamet Phonica Racing och kom på 16:e plats i VM. Till 2012 ersattes 125GP av Moto3 och Grotzkyj började säsongen i samma team som 2011 även om det bytt namn till Ambrogio Next Racing. Han hade tagit en poäng efter halva säsongen och ersattes av Álex Márquez. Grotzkyj körde Superstock 1000 2013 och 2014.
Grotskyj var så vitt känt den förste som ofrivilligt testade skinnställtillverkaren Daineses airbag för motorcykelåkare. Det skedde under träningen inför Valencias MotoGP 2007.